# 奧克薩潘帕

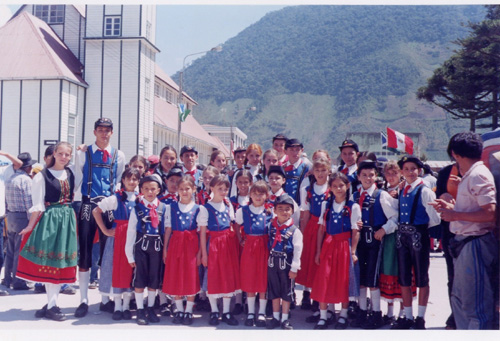

奧克薩潘帕（西班牙語：Oxapampa），是秘魯的城鎮，位於該國中部帕斯科大區，是奧克薩潘帕省的首府，距離塞羅德帕斯科396公里，始建於1891年，海拔高度1,814米，2005年人口8,554。